# Salam (Mali)
Pour les articles homonymes, voir Salam.
Salam  une commune du Mali, dans le cercle et la région de Tombouctou.